# Mitsuhiro Seki
Mitsuhiro Seki (関 光博 Seki Mitsuhiro?, nacido el 8 de mayo de 1982 en Tokio) es un futbolista japonés que se desempeña como defensa.

## Trayectoria

### Clubes
| Club                | País  | Año         |
| ------------------- | ----- | ----------- |
| Roasso Kumamoto     | Japón | 2005 - 2008 |
| Giravanz Kitakyushu | Japón | 2009 - 2012 |
| Tokyo Verdy         | Japón | 2013        |
| Kagoshima United FC | Japón | 2014 - 2017 |
| Fujieda MYFC        | Japón | 2018 -      |

## Estadística de carrera

### J. League
| Club                | Año   | J. League | J. League | Copa J. League | Copa J. League | Total | Total |
| Club                | Año   | Part.     | Goles     | Part.          | Goles          | Part. | Goles |
| ------------------- | ----- | --------- | --------- | -------------- | -------------- | ----- | ----- |
| Roasso Kumamoto     | 2008  | 3         | 0         | -              | -              | 3     | 0     |
| Giravanz Kitakyushu | 2010  | 33        | 2         | -              | -              | 33    | 2     |
| Giravanz Kitakyushu | 2011  | 36        | 2         | -              | -              | 36    | 2     |
| Giravanz Kitakyushu | 2012  | 33        | 0         | -              | -              | 33    | 0     |
| Tokyo Verdy         | 2013  | 9         | 1         | -              | -              | 9     | 1     |
| Kagoshima United FC | 2016  | 29        | 0         | -              | -              | 29    | 0     |
| Kagoshima United FC | 2017  | 26        | 0         | -              | -              | 26    | 0     |
| Total               | Total | 169       | 6         | 0              | 0              | 169   | 6     |